# ريتشارد تومسون (لاعب كرة قدم)
ريتشارد تومسون (بالإنجليزية: Richard Thompson)‏ هو لاعب كرة قدم بريطاني، ولد في 11 أبريل 1969 في Yate ‏ في المملكة المتحدة. لعب مع فوريست غرين ونادي توركي يونايتد ونيوبورت كونتي ويوفل تاون.